# 海本幸治郎
海本 幸治郎（かいもと こうじろう、1977年10月14日 - ）は、大阪府吹田市出身の元プロサッカー選手。ポジションはDF。
兄の海本慶治も元プロサッカー選手。
Kリーグ時代の登録名は海本（ハングル: 가이모토）。

## 来歴
1996年にガンバ大阪に入団。年代別日本代表にも招集される期待の若手選手だったが、1997年末以降は骨折を繰り返し、2000年にクラブから戦力外通告を受けた。
2001年にKリーグの城南一和に移籍して日本人初のKリーガーとなる。1997年末から数えて計8回の骨折とリハビリの末に2001年10月にKリーグでのデビュー戦に出場した。この試合は自身3年ぶりの公式戦であると同時に、城南がリーグ優勝を決めた試合でもあった。
翌2002年は出場機会も増え、Kリーグ連覇に貢献した。
2003年、兄・慶治も在籍する名古屋グランパスエイトに移籍。当初、ズデンコ・ベルデニック監督は海本をセンターバックの駒として考えており出番に恵まれなかったが、人数不足から右アウトサイドとして出場したサテライトの試合でのプレーが高く評価され、シーズン途中から右アウトサイドのレギュラーに定着した。2005年より兄・慶治と揃ってアルビレックス新潟に移籍した。
出場機会を求めて2006年5月31日に東京ヴェルディ1969に移籍した。
2008年にはグロインペイン症候群を発症。4月28日に都内の病院で手術。その間に福田健介の台頭もあって公式戦の出場はなく、11月末に契約の非更新が発表された。
2009年7月4日、ニューサウスウェールズ・プレミアリーグのボニーリグ・ホワイト・イーグルスへ移籍。
2009年8月5日、オーストラリアのノースクイーンズランド・フューリーFCへの移籍が決まった。
2009年10月22日、自身のオフィシャルブログで引退を表明した。

## プレースタイル
主なポジションはディフェンダーおよびミッドフィールダーの右アウトサイド。フィジカルが強くスピードがあり、サイドからの突破力に定評がある。

## 所属クラブ
ユース経歴
- 1990年 - 1993年 吹田市立南千里中学校
- 1993年 - 1996年 東海大仰星高校

プロ経歴
- 1996年 - 2000年  ガンバ大阪
- 2001年 - 2002年  城南一和
- 2003年 - 2004年  名古屋グランパスエイト
- 2005年 - 2006年5月  アルビレックス新潟
- 2006年6月 - 2008年  東京ヴェルディ1969/東京ヴェルディ
- 2009年 - 同年7月  ボニーリグ・ホワイト・イーグルス
- 2009年8月 - 同年10月  ノースクイーンズランド・フューリーFC

## 個人成績
| 国内大会個人成績 | 国内大会個人成績 | 国内大会個人成績 | 国内大会個人成績 | 国内大会個人成績             | 国内大会個人成績 | 国内大会個人成績 | 国内大会個人成績 | 国内大会個人成績 | 国内大会個人成績 | 国内大会個人成績 | 国内大会個人成績 |
| 年度             | クラブ           | 背番号           | リーグ           | リーグ戦                     | リーグ戦         | リーグ杯         | リーグ杯         | オープン杯       | オープン杯       | 期間通算         | 期間通算         |
| 年度             | クラブ           | 背番号           | リーグ           | 出場                         | 得点             | 出場             | 得点             | 出場             | 得点             | 出場             | 得点             |
| 日本             | 日本             | 日本             | 日本             | リーグ戦                     | リーグ戦         | リーグ杯         | リーグ杯         | 天皇杯           | 天皇杯           | 期間通算         | 期間通算         |
| ---------------- | ---------------- | ---------------- | ---------------- | ---------------------------- | ---------------- | ---------------- | ---------------- | ---------------- | ---------------- | ---------------- | ---------------- |
| 1996             | G大阪            | -                | J                | 5                            | 0                | 5                | 0                | 0                | 0                | 10               | 0                |
| 1997             | G大阪            | 19               | J                | 11                           | 1                | 2                | 0                | 0                | 0                | 13               | 1                |
| 1998             | G大阪            | 19               | J                | 13                           | 0                | 0                | 0                | 0                | 0                | 13               | 0                |
| 1999             | G大阪            | 13               | J1               | 0                            | 0                | 0                | 0                | 0                | 0                | 0                | 0                |
| 2000             | G大阪            | 13               | J1               | 0                            | 0                | 0                | 0                | 0                | 0                | 0                | 0                |
| 韓国             | 韓国             | 韓国             | 韓国             | リーグ戦                     | リーグ戦         | リーグ杯         | リーグ杯         | FA杯             | FA杯             | 期間通算         | 期間通算         |
| 2001             | 城南一和         | 20               | Kリーグ          | 1                            | 0                |                  |                  |                  |                  |                  |                  |
| 2002             | 城南一和         |                  | Kリーグ          |                              |                  |                  |                  |                  |                  |                  |                  |
| 日本             | 日本             | 日本             | 日本             | リーグ戦                     | リーグ戦         | リーグ杯         | リーグ杯         | 天皇杯           | 天皇杯           | 期間通算         | 期間通算         |
| 2003             | 名古屋           | 17               | J1               | 18                           | 2                | 2                | 0                | 1                | 0                | 21               | 2                |
| 2004             | 名古屋           | 17               | J1               | 21                           | 2                | 7                | 0                | 0                | 0                | 28               | 2                |
| 2005             | 新潟             | 17               | J1               | 6                            | 0                | 5                | 0                | 0                | 0                | 11               | 0                |
| 2006             | 新潟             | 17               | J1               | 5                            | 0                | 1                | 0                | -                | -                | 6                | 0                |
| 2006             | 東京V            | 43               | J2               | 26                           | 1                | -                | -                | 1                | 0                | 27               | 1                |
| 2007             | 東京V            | 18               | J2               | 26                           | 0                | -                | -                | 0                | 0                | 26               | 0                |
| 2008             | 東京V            | 18               | J1               | 0                            | 0                | 0                | 0                | 0                | 0                | 0                | 0                |
| 通算             | 日本             | 日本             | J1               | 79                           | 5                | 22               | 0                | 1                | 0                | 102              | 5                |
| 通算             | 日本             | 日本             | J2               | 52                           | 1                | -                | -                | 1                | 0                | 53               | 1                |
| 通算             | 韓国             | 韓国             | Kリーグ          | \|\|\|\|\|\|\|\|\|\|\|\|\|\| |                  |                  |                  |                  |                  |                  |                  |
| 総通算           | 総通算           | 総通算           | 総通算           | \|\|\|\|\|\|\|\|\|\|\|\|\|\| |                  |                  |                  |                  |                  |                  |                  |

- Jリーグ初出場-1996年9月7日 J1第18節 アビスパ福岡戦
- Jリーグ初得点-1997年9月27日 2ndステージ第15節 浦和レッドダイヤモンズ戦

## 代表歴
- U-16、U-18、U-21日本代表

## タイトル
- Kリーグ優勝（2001年、2002年）
- 韓国スーパーカップ優勝（2002年）
- アディダスカップ優勝（2002年）